# Volo Trans-Canada Air Lines 831
Il volo Trans-Canada Air Lines 831 era un volo di linea della Trans-Canada Airlines operato il 29 novembre 1963 da un Douglas DC-8 tra l'Aeroporto Internazionale di Montréal e l'Aeroporto Internazionale di Toronto. Dopo circa 5 minuti dal decollo il velivolo si schiantò al suolo provocando la morte di tutte le 118 persone a bordo.

## L'aereo
Il velivolo coinvolto nell'incidente era un Douglas DC-8-50 con numero di registrazione CF-TJN che effettuò il volo prova il 5 febbraio 1963. Al momento dell'incidente aveva accumulato circa 2 174 ore di volo.

## L'incidente
Il DC-8 decollò dalla pista 06R dell'Aeroporto di Montréal alle 18:28 con circa 10 minuti di ritardo rispetto alla tabella di marcia. Il velivolo venne autorizzato a salire a 3 000 piedi e a virare verso sinistra. Il DC-8 iniziò improvvisamente a deviare rispetto alla rotta prestabilita in una progressiva discesa.
Alle 18:33 l'aereo impattò il terreno ad una velocità di circa 470-485 nodi con un angolo di discesa di circa 55° nei pressi del comune di Sainte-Thérèse.

## Le indagini
Per accertare le cause dell'incidente venne nominata una commissione di inchiesta. A quel tempo ai velivoli canadesi non era richiesto essere equipaggiati né con un Cockpit Voice Recorder né con un Flight Data Recorder. Questo rese più complicate le indagini che si dovevano affidare solamente ai rottami ritrovati.
Venne comunque stabilito che tutti e quattro i motori funzionavano correttamente, che non ci fu alcun cedimento strutturale e che non era presente una quantità di ghiaccio sulle superfici di volo tale da rendere ingovernabile il velivolo. Non furono ritrovate tracce che potessero indicare un eventuale avvelenamento dell'equipaggio.
L'unico elemento riconducibile alla repentina perdita di quota fu il trim dello stabilizzatore che venne ritrovato completamente a picchiare. A quel punto era impossibile per i piloti poter recuperare il velivolo in modo sicuro poiché la velocità e il rateo di discesa fecero stallare il motore idraulico dello stabilizzatore. Furono formulate tre differenti ipotesi sul motivo che indusse i piloti a impostare il trim a picchiare: la formazione di ghiaccio nel tubo di Pitot che alterò le informazioni dinamiche a disposizione dei piloti, la rottura di un giroscopio oppure una estensione non programmata e non notata del trim.